# Jens Glüsing
Jens Glüsing (* 1. Dezember 1960 in Hamburg) ist ein deutscher Journalist und seit 1991 Korrespondent des Nachrichtenmagazins Der Spiegel in Rio de Janeiro, Brasilien. Glüsing gilt als langjähriger ausgewiesener Kenner der politischen und sozioökonomischen Strukturen Brasiliens sowie Südamerikas.

## Leben
In Hamburg aufgewachsen studierte Jens Glüsing Politikwissenschaft (Diplomarbeit „Demokratisierung in Argentinien ab 1983“) und die spanische Sprache an der Universität Hamburg (1981–1987). Danach absolvierte er die Henri-Nannen-Schule (Hamburger Journalistenschule Gruner + Jahr) und kam auch zur Die Zeit GmbH von 1988 bis 1989. Sein Interesse galt von Anfang an Lateinamerika; so reiste Glüsing nach dem Studium viel durch diesen Kontinent, hat währenddessen als Freier Journalist für verschiedene deutsche Medien gearbeitet, u. a. für Die Zeit und die Frankfurter Allgemeine (FAZ). Die ersten journalistischen Erfahrungen sammelte er jedoch als freier Mitarbeiter beim Hamburger Abendblatt.
Von 1990 bis 1991 startete Glüsing seine Karriere als Redakteur im Auslandsressort des Spiegel; seit 1991 ist er fester Korrespondent für Lateinamerika mit Sitz in Rio de Janeiro. Während dieser Zeit hatte Glüsing zahlreich Gelegenheit, südamerikanische Staatschefs zu befragen. Anfang der 1990er Jahre war er viel in Mittelamerika und Mexiko unterwegs, wo er über die Friedensprozesse in El Salvador und Guatemala sowie über den Aufstand der Zapatisten für den Spiegel berichtete.
Erhöhte Aufmerksamkeit verschaffte ihm im Jahr 1999 ein Feature, als er über eine Expedition der brasilianischen Indianerbehörde FUNAI zu einem isolierten Indianerstamm im Grenzgebiet zu Peru berichten durfte.

### Privates
Privat beschäftigt er sich viel mit Jazz. Einen besonderen „Einsatz“ als Journalist hatte er 2011 anlässlich eines Konzerts von Keith Jarrett in Rio de Janeiro, über das er auf Spiegel Online schrieb. Er ist mit einer Brasilianerin verheiratet und lebt im Stadtteil Urca in Rio de Janeiro.

### Veröffentlichungen und Preise
Jens Glüsing hatte bisher zwei Buchveröffentlichungen, „Das Guayana-Projekt“, erschienen beim Christoph-Links-Verlag Berlin 2008; und „Brasilien – eine Landeskunde“, ebenso im selben Verlag 2013 erschienen. Glüsing erhielt Brasiliens wichtigsten Journalistenpreis, den „Prêmio Embratel“, in der Kategorie „Auslandskorrespondenten“. Die Jury aus Journalisten und Medienexperten zeichnete seinen in Heft 16/2005, unter dem Titel „Wolke von Geheimnissen“ erschienenen Beitrag, über dubiose Investitionen russischer Millionäre, bei dem Fußball-Erstligisten Corinthians São Paulo, aus. Der Preis ist mit umgerechnet Dreitausend Euro dotiert.